# 夏日風情
《夏日風情》（夏模様）是日本二人組合近畿小子的第23張單曲。於2006年7月26日由傑尼斯娛樂唱片公司發行。

## 解說
本單曲是與上張單曲《SNOW! SNOW! SNOW!》相隔約7個月後發售的單曲，亦是以KinKi Kids名義之下2006年的第一張單曲。適逢本年，堂本光一則以個人名義推出了首張單曲及專輯；以堂本剛也繼續以「ENDLICHERI☆ENDLICHERI」的名義繼續推出了兩張單曲及一張專輯。由於他們在本年以個人活動為主，所以以團體活動發表的唱片今年亦相對地比較少一點。
雖然在本年度推出的作品均能順利取得Oricon銷量榜的第一位，但在發售本單曲的同日，恰巧地倖田來未也同時推出了配合強勁宣傳，相等於一張小型專輯的單曲《4 hot wave》，所以艾迴是有心要破壞KinKi Kids的紀錄之聲紛紛從歌迷們那邊四起。不過雖然在統計裡的其中4天每日銷量確是由倖田來未領先，但KinKi Kids的單曲最終還是超越了倖田這張首批銷量有20萬張的單曲，繼續蟬聯了甫上銷量榜即奪第一位的紀錄，成為了更新金氏紀錄的第23張單曲（即從出道起開始）。
順帶一提，從同年的7月10日開始，每週Oricon銷量榜第一位如下：堂本剛(ENDLICHERI☆ENDLICHERI)《The Rainbow Star』→Mr.Children《箒星》→堂本光一《Deep in your heart／+MILLION but -LOVE》→KAT-TUN《SIGNAL》→KinKi Kids《夏模様》，這樣地每相隔一星期就會有個人或組合名義的作品取得Oricon銷量榜第一位。如果再加上之前在5月17日嵐的單曲《きっと大丈夫》（台譯：安啦沒問題）在內，就更加是每相隔一週就有傑尼斯的相關作品取得該銷量榜的第一位。
收錄歌曲方式方面則與上一張單曲SNOW! SNOW! SNOW!一樣，除初回版會收錄A面曲的純音樂版本外，兩個版本會各自收錄一隻只屬該版本的獨有歌曲。初回版是《NOASIS～愛的旅人～》；通常版是《無論何時何地》。
其實KinKi Kids之前幾乎每年都會推出一張以夏天為名義的單曲，但由於近年以團體名義推出的單曲，發售時間的間距開始擴大，所以本單曲已經是自2003年的《薄荷糖》以來的夏天單曲。

## 名稱
- 日語原名：
- 中文意思：夏天樣子
- 香港正東譯名：--
- 台灣艾迴譯名：夏日風情

## 收錄歌曲

### 初回版收錄歌曲
1. 夏日風情（夏模様）
  - 作曲：林田健司
  - 作詞：Satomi
  - 編曲：佐久間誠
  - 弦樂編排：佐藤泰將
2. 羅漫蒂克星（星のロマンティカ）
  - 作曲、作詞：井手Koji
  - 編曲：吉田建
  - 管樂編排：下神龍哉
  - 和唱編排：井手Koji、Ko-saku
3. NOASIS～愛的旅人～（NOASIS～愛の旅人～）
  - 作曲：石塚知生
  - 作詞：久保田洋司
  - 編曲：石塚知生
4. 夏日風情 (Backing Track)
  - 作曲：林田健司
  - 編曲：佐久間誠

### 通常版收錄歌曲
1. 夏日風情
2. 羅漫蒂克星
3. 無論何時何地（いつでもどこへでも）
  - 作曲、作詞：Mashiko Tatsuro
  - 編曲：十川知司